# Svinarydsjön
Svinarydsjön är en sjö i Karlshamns kommun i Blekinge och ingår i Bräkneån-Mieåns kustområde. Sjön har en area på 0,184 kvadratkilometer och ligger 27,2 meter över havet. Vid provfiske har löja, mört och sarv fångats i sjön.

## Delavrinningsområde
Svinarydsjön ingår i det delavrinningsområde (622780-144652) som SMHI kallar för Utloppet av Svinarydsjön. Medelhöjden är 29 meter över havet och ytan är 1,66 kvadratkilometer. Det finns inga avrinningsområden uppströms utan avrinningsområdet är högsta punkten. Avrinningsområdets utflöde mynnar i havet. Avrinningsområdet består mestadels av skog (83 %). Avrinningsområdet har 0,18 kvadratkilometer vattenytor vilket ger det en sjöprocent på 11 %.